# Agefi
Ne pas confondre avec le quotidien et hebdomadaire français L'Agefi ainsi que le mensuel Agefi (Luxembourg).
La nouvelle agence économique et financière SA a repris en juillet 2017 les actifs de Agefi SA, anciennement Agefi Groupe SA. La nouvelle agence économique et financière est un groupe de presse économique de Suisse qui édite le quotidien suisse romand L'Agefi ainsi que plusieurs suppléments mensuels.

## Histoire
Le 4 février 2009, Agefi SA a été racheté majoritairement (51 % des parts) par l’homme d’affaires Alain Duménil.

## Publication et produits Agefi SA

### Le quotidien l'Agefi
L'Agefi est un quotidien suisse édité en français. Créé en 1950, il analyse l’actualité économique, financière et politique. Son lectorat est composé principalement de professionnels, décideurs et investisseurs suisses selon l'étude Suisse des médias MACH Consumer 2008-2 de la REMP. 
Son tirage est d’environ 10 000 exemplaires, 118 000 lecteurs au total (CLL), dont 14 000 à 15 000 lecteurs au quotidien selon l’étude Suisse des médias Mach Basic 2008-2  en légère diminution causée par la conjoncture économique du secteur de la publicité en 2007 et 2008.
De mai 2017 à juin 2018, Fathi Derder a été rédacteur en chef. Luc Petitfrère lui succède à ce poste. Il est remplacé par Frédéric Lelièvre le 1er mai 2020.

### Le supplément Agefi-INDICES
Agefi-Indices est un supplément mensuel de L'Agefi évoquant des thématiques d’affaires ou de marché traitées par des professionnels. 

### L’Agefi Immo
Agefi IMMO présente les plus beaux objets immobiliers mis en vente en Suisse romande.

### Articles presse/Communiqués
- "Genolier/L'Agefi s'ouvre un nouvel horizon avec le financier Alain Duménil"
- '"L’Agefi racheté par un investisseur franco-suisse"
- "réouverture d'un bureau à Genève"
- DGAP-Adhoc: Genolier Swiss Medical Network (GSMN) change de nom et devient Aevis Holding SA le 2012-05-15